# Cristiano Zanetti
Cristiano Zanetti (Carrara, 10 aprile 1977) è un ex calciatore e allenatore di calcio italiano, di ruolo centrocampista.

## Caratteristiche tecniche
Era un centrocampista centrale abile sia in fase difensiva che nella costruzione della manovra.

## Carriera

### Giocatore

#### Club

##### Gli inizi
Cristiano Zanetti muove i primi passi da calciatore nel Poggioletto, venendo poi notato a soli 11 anni dai tecnici del Settore giovanile della Fiorentina, nel quale entra nel 1989 all'età di 12 anni.
Cresciuto per sette anni nelle giovanili viola, fa il suo esordio in Serie A il 14 maggio 1995 in Foggia-Fiorentina, subentrando a Stefano Pioli, partita terminata 2-1 per i diavoletti.
Ranieri gli dà fiducia e lo utilizza nuovamente alla 34ª giornata, quando i viola ospitano al Franchi il Milan di Capello, che uscirà vincente per 2-1. Zanetti fa così la sua prima partita da titolare nel massimo campionato, agendo in mezzo al campo in coppia con Angelo Carbone.
Nella stagione successiva, il 1995-1996, il ragazzo di Carrara fa la spola fra la Primavera, allenata da Luciano Chiarugi, con cui conquista la Coppa Italia di categoria (0-0 e 2-1 in finale sul Torino) e la Prima squadra, dove colleziona due apparizioni nei minuti finali nelle gare contro Udinese e Atalanta. L'ingresso in campo al Barbera nel ritorno dei quarti di finale di Coppa Italia con il Palermo (1-2 per i toscani) gli consente di partecipare alla conquista della coppa, suo primo trofeo da senior.
Così nel 1996-1997 viene mandato in prestito al Venezia, in Serie B, "per farsi le ossa". Zanetti disputa un campionato positivo con 27 presenze, seguito da un'ottima stagione in forza alla Reggiana, dove approda, sempre in prestito, nel 1997-1998. Con Francesco Oddo prima e Franco Varrella poi, gioca titolare in mezzo al campo e colleziona 33 presenze.
Sul ragazzo di Carrara mette gli occhi l'Inter di Massimo Moratti, che nel 1998 investe sul futuro e si assicura, oltre a Cristiano Zanetti, l'allora fantasista Andrea Pirlo e l'attaccante Nicola Ventola.
In maglia nerazzurra non trova posto, così a novembre viene dirottato in prestito a Cagliari, dove guadagna il posto da titolare nella formazione di Gian Piero Ventura: gioca un campionato di alto livello, dando un contributo decisivo alla salvezza dei rossoblù con 18 presenze.

##### Roma e Inter
L'Inter riscatta il suo prestito al termine del campionato, ma Fabio Capello lo vuole alla sua corte nella Roma e così nell'agosto del 1999 si trasferisce nella capitale.
Superati i problemi di adattamento iniziali, Zanetti sarà una delle fortune della Roma: dopo aver fatto appena 14 partite complessive nel 1999-2000 fra campionato, Coppa Italia e Coppa UEFA, il successivo, quello dello scudetto, è l'anno della definitiva consacrazione. Complice anche l'infortunio prematuro del neoacquisto Emerson, le prestazioni di alto livello di Zanetti, che disputa 27 gare in Serie A e 3 in Coppa UEFA, sono in realtà determinanti per far mantenere alla squadra giallorossa gli equilibri necessari, che al termine dell'annata si laurea campione d'Italia.
Nell'estate 2001, tuttavia, l'Inter riporta Zanetti a Milano, ricomprando il suo cartellino e pagandolo ben 22 miliardi di lire. Cuper lo schiera subito titolare e nel 2001-2002 sfiora il secondo Scudetto consecutivo, che sfuma nel 'maledetto 5 maggio' con la sconfitta all'Olimpico contro la Lazio.
Cristiano Zanetti si guadagna a Milano il soprannome di Martello, per i suoi ritmi di gioco e la sua propensione al recupero palla. Si rifarà durante la gestione Mancini, quando, nonostante l'aumento della concorrenza nel suo reparto per la presenza in rosa di elementi come Esteban Cambiasso, Dejan Stanković e Juan Sebastián Verón, riuscirà comunque a ritagliarsi un po' di spazio e aggiungerà al suo palmarès 2 Coppe Italia, vinte entrambe affrontando in finale la Roma, nel 2004-2005 da protagonista mentre nel 2005-2006 senza scendere in campo nell'ultimo atto.

##### Juventus
Nel 2006 si trasferisce, a parametro zero, alla Juventus di Deschamps, appena retrocessa in Serie B per lo scandalo Calciopoli, con cui vince il campionato cadetto, tornando subito in Serie A.
Disputa 25 gare in campionato, con 2 reti ai danni di Treviso e Triestina, più 3 apparizioni in Coppa Italia.
Inizialmente considerato come riserva nella stagione successiva, si conquista la fiducia dell'allenatore Claudio Ranieri e fa sua la maglia da titolare nel centrocampo bianconero, collezionando 26 presenze.
A causa della distrazione muscolare alla coscia destra rimediata nell'amichevole del 27 luglio 2008 a Dortmund, nella stagione 2008-2009 debutta solamente il 10 dicembre in Juventus-Bate Borisov, ultima gara del girone eliminatorio della Champions League, ma un ennesimo infortunio, questa volta alla coscia sinistra, lo costringe a fermarsi per quasi tutta la parte rimanente della stagione. Segna il suo primo goal stagionale e primo in serie A con la maglia della Juventus il 26 aprile 2009 contro la Reggina (2-2). Si ripete il 17 maggio 2009 contro l'Atalanta (2-2) con un pregevole tiro al volo da 30 metri.

##### Fiorentina e Brescia
Il 10 agosto 2009 è acquistato per 2 milioni di euro dalla Fiorentina, dove aveva iniziato la propria carriera da professionista. L'ennesimo infortunio gli impedisce di esordire nella prima partita di campionato con i viola.
Dopo 46 presenze (tra campionato e coppe) in una stagione e mezza con la Fiorentina, il 31 gennaio 2011 passa a titolo definitivo al Brescia firmando un contratto fino a giugno 2012, dove disputa 8 partite, ma non riesce ad evitare la retrocessione in Serie B delle Rondinelle. Nella stagione 2011-2012, ai margini della squadra, viene escluso dalla lista dei giocatori convocabili per la stagione, e il 30 gennaio 2012 rescinde consensualmente il contratto con il Brescia, ritirandosi dal calcio giocato.

#### Nazionale
Ha vestito le maglie dell'Under-18 e dell'Under-21 azzurra; con quest'ultima, guidata da Marco Tardelli, ha preso parte al vittorioso Europeo di categoria nel 2000.
Il 7 novembre 2001 esordisce con la nazionale maggiore, nell'1-1 contro il Giappone. Viene convocato da Giovanni Trapattoni per il campionato del mondo 2002, in cui offre buone prestazioni, e per il campionato d'Europa 2004, in cui gioca unicamente la gara d'esordio pareggiata con la Danimarca, che è anche la sua ultima apparizione in maglia azzurra.
In nazionale conta 17 presenze, tutte durante la gestione di Trapattoni, e una rete, segnata il 30 aprile 2003 nell'amichevole contro la Svizzera.

### Allenatore
Nell'estate 2013 diventa allenatore dei Giovanissimi del Pisa e nell'estate successiva passa ai Giovanissimi del Prato.
A fine giugno 2015 diventa il nuovo allenatore del Pietrasanta, formazione di Eccellenza Toscana. In campionato arriva secondo e perde i play-off con il Camaiore. Il 28 luglio 2016 viene nominato tecnico della formazione Berretti della Carrarese. Nel mese di febbraio 2017 rassegna le dimissioni dall'incarico. Dal 1º luglio 2017 è l'allenatore della Massese in Serie D. Contestato dai tifosi dopo la sconfitta con il Savona, rassegna le dimissioni nel gennaio 2018 quando la squadra è in zona play-off.
Deluso dagli scarsi risultati ottenuti da allenatore, annuncia di ritirarsi dall'attività.

## Statistiche

### Presenze e reti nei club
Statistiche aggiornate al 30 gennaio 2012.
| Stagione          | Squadra           | Campionato        | Campionato | Campionato | Coppe nazionali | Coppe nazionali | Coppe nazionali | Coppe continentali | Coppe continentali | Coppe continentali | Altre coppe | Altre coppe | Altre coppe | Totale | Totale |
| Stagione          | Squadra           | Comp              | Pres       | Reti       | Comp            | Pres            | Reti            | Comp               | Pres               | Reti               | Comp        | Pres        | Reti        | Pres   | Reti   |
| ----------------- | ----------------- | ----------------- | ---------- | ---------- | --------------- | --------------- | --------------- | ------------------ | ------------------ | ------------------ | ----------- | ----------- | ----------- | ------ | ------ |
| 1994-1995         | Fiorentina        | A                 | 2          | 0          | CI              | 0               | 0               | -                  | -                  | -                  | -           | -           | -           | 2      | 0      |
| 1995-1996         | Fiorentina        | A                 | 2          | 0          | CI              | 1               | 0               | -                  | -                  | -                  | -           | -           | -           | 3      | 0      |
| 1996-1997         | Venezia           | B                 | 27         | 0          | CI              | 0               | 0               | -                  | -                  | -                  | -           | -           | -           | 27     | 0      |
| 1997-1998         | Reggiana          | B                 | 31         | 0          | CI              | 2               | 0               | -                  | -                  | -                  | -           | -           | -           | 33     | 0      |
| 1998-gen.1999     | Inter             | A                 | 0          | 0          | CI              | 1               | 0               | UCL                | 1                  | 0                  | -           | -           | -           | 2      | 0      |
| gen.1999          | Cagliari          | A                 | 18         | 0          | CI              | 0               | 0               | -                  | -                  | -                  | -           | -           | -           | 18     | 0      |
| 1999-2000         | Roma              | A                 | 12         | 0          | CI              | 1               | 0               | CU                 | 2                  | 0                  | -           | -           | -           | 15     | 0      |
| 2000-2001         | Roma              | A                 | 27         | 0          | CI              | 0               | 0               | CU                 | 3                  | 0                  | -           | -           | -           | 30     | 0      |
| Totale Roma       | Totale Roma       | Totale Roma       | 39         | 0          |                 | 1               | 0               |                    | 5                  | 0                  |             | -           | -           | 45     | 0      |
| 2001-2002         | Inter             | A                 | 26         | 1          | CI              | 1               | 0               | CU                 | 6                  | 1                  | -           | -           | -           | 33     | 2      |
| 2002-2003         | Inter             | A                 | 17         | 0          | CI              | 1               | 0               | UCL                | 6                  | 0                  | -           | -           | -           | 24     | 0      |
| 2003-2004         | Inter             | A                 | 19         | 1          | CI              | 0               | 0               | UCL+CU             | 5+5                | 0                  | -           | -           | -           | 29     | 1      |
| 2004-2005         | Inter             | A                 | 23         | 0          | CI              | 5               | 0               | UCL                | 7                  | 0                  | -           | -           | -           | 35     | 0      |
| 2005-2006         | Inter             | A                 | 14         | 0          | CI              | 5               | 0               | UCL                | 4                  | 0                  | SI          | 0           | 0           | 23     | 0      |
| Totale Inter      | Totale Inter      | Totale Inter      | 99         | 2          |                 | 13              | 0               |                    | 34                 | 1                  |             | 0           | 0           | 146    | 3      |
| 2006-2007         | Juventus          | B                 | 25         | 2          | CI              | 3               | 0               | -                  | -                  | -                  | -           | -           | -           | 28     | 2      |
| 2007-2008         | Juventus          | A                 | 26         | 0          | CI              | 3               | 0               | -                  | -                  | -                  | -           | -           | -           | 29     | 0      |
| 2008-2009         | Juventus          | A                 | 12         | 2          | CI              | 1               | 0               | UCL                | 1                  | 0                  | -           | -           | -           | 14     | 2      |
| Totale Juventus   | Totale Juventus   | Totale Juventus   | 63         | 4          |                 | 7               | 0               |                    | 1                  | 0                  |             | -           | -           | 71     | 4      |
| 2009-2010         | Fiorentina        | A                 | 23         | 0          | CI              | 1               | 0               | UCL                | 7                  | 0                  | -           | -           | -           | 31     | 0      |
| 2010-gen. 2011    | Fiorentina        | A                 | 6          | 0          | CI              | 1               | 0               | -                  | -                  | -                  | -           | -           | -           | 7      | 0      |
| Totale Fiorentina | Totale Fiorentina | Totale Fiorentina | 32         | 0          |                 | 3               | 0               |                    | 7                  | 0                  |             | -           | -           | 43     | 0      |
| gen.-giu. 2011    | Brescia           | A                 | 8          | 0          | CI              | 0               | 0               | -                  | -                  | -                  | -           | -           | -           | 8      | 0      |
| 2011-gen. 2012    | Brescia           | B                 | 0          | 0          | CI              | 0               | 0               | -                  | -                  | -                  | -           | -           | -           | 0      | 0      |
| Totale Brescia    | Totale Brescia    | Totale Brescia    | 14         | 0          |                 | 1               | 0               |                    | -                  | -                  |             | -           | -           | 15     | 0      |
| Totale carriera   | Totale carriera   | Totale carriera   | 322        | 6          |                 | 27              | 0               |                    | 47                 | 1                  |             | 0           | 0           | 396    | 7      |

### Cronologia presenze e reti in nazionale
| Cronologia completa delle presenze e delle reti in nazionale ― Italia | Cronologia completa delle presenze e delle reti in nazionale ― Italia | Cronologia completa delle presenze e delle reti in nazionale ― Italia | Cronologia completa delle presenze e delle reti in nazionale ― Italia | Cronologia completa delle presenze e delle reti in nazionale ― Italia | Cronologia completa delle presenze e delle reti in nazionale ― Italia | Cronologia completa delle presenze e delle reti in nazionale ― Italia | Cronologia completa delle presenze e delle reti in nazionale ― Italia |
| Data                                                                  | Città                                                                 | In casa                                                               | Risultato                                                             | Ospiti                                                                | Competizione                                                          | Reti                                                                  | Note                                                                  |
| --------------------------------------------------------------------- | --------------------------------------------------------------------- | --------------------------------------------------------------------- | --------------------------------------------------------------------- | --------------------------------------------------------------------- | --------------------------------------------------------------------- | --------------------------------------------------------------------- | --------------------------------------------------------------------- |
| 7-11-2001                                                             | Saitama                                                               | Giappone                                                              | 1 – 1                                                                 | Italia                                                                | Amichevole                                                            | -                                                                     | 46’                                                                   |
| 13-2-2002                                                             | Catania                                                               | Italia                                                                | 1 – 0                                                                 | Stati Uniti                                                           | Amichevole                                                            | -                                                                     |                                                                       |
| 27-3-2002                                                             | Leeds                                                                 | Inghilterra                                                           | 1 – 2                                                                 | Italia                                                                | Amichevole                                                            | -                                                                     | 57’                                                                   |
| 17-4-2002                                                             | Milano                                                                | Italia                                                                | 1 – 1                                                                 | Uruguay                                                               | Amichevole                                                            | -                                                                     | 76’                                                                   |
| 18-5-2002                                                             | Praga                                                                 | Rep. Ceca                                                             | 1 – 0                                                                 | Italia                                                                | Amichevole                                                            | -                                                                     | 46’                                                                   |
| 8-6-2002                                                              | Kashima                                                               | Italia                                                                | 1 – 2                                                                 | Croazia                                                               | Mondiali 2002 - 1º turno                                              | -                                                                     |                                                                       |
| 13-6-2002                                                             | Ōita                                                                  | Italia                                                                | 1 – 1                                                                 | Messico                                                               | Mondiali 2002 - 1º turno                                              | -                                                                     |                                                                       |
| 18-6-2002                                                             | Daejeon                                                               | Italia                                                                | 1 – 2 gg                                                              | Corea del Sud                                                         | Mondiali 2002 - Ottavi di finale                                      | -                                                                     |                                                                       |
| 12-2-2003                                                             | Genova                                                                | Italia                                                                | 1 – 0                                                                 | Portogallo                                                            | Amichevole                                                            | -                                                                     | 58’                                                                   |
| 29-3-2003                                                             | Palermo                                                               | Italia                                                                | 2 – 0                                                                 | Finlandia                                                             | Qual. Euro 2004                                                       | -                                                                     |                                                                       |
| 30-4-2003                                                             | Ginevra                                                               | Svizzera                                                              | 1 – 2                                                                 | Italia                                                                | Amichevole                                                            | 1                                                                     | 79’                                                                   |
| 11-6-2003                                                             | Helsinki                                                              | Finlandia                                                             | 0 – 2                                                                 | Italia                                                                | Qual. Euro 2004                                                       | -                                                                     |                                                                       |
| 6-9-2003                                                              | Milano                                                                | Italia                                                                | 4 – 0                                                                 | Galles                                                                | Qual. Euro 2004                                                       | -                                                                     |                                                                       |
| 11-10-2003                                                            | Reggio Calabria                                                       | Italia                                                                | 4 – 0                                                                 | Azerbaigian                                                           | Qual. Euro 2004                                                       | -                                                                     |                                                                       |
| 12-11-2003                                                            | Varsavia                                                              | Polonia                                                               | 3 – 1                                                                 | Italia                                                                | Amichevole                                                            | -                                                                     |                                                                       |
| 30-5-2004                                                             | Tunisi                                                                | Tunisia                                                               | 0 – 4                                                                 | Italia                                                                | Amichevole                                                            | -                                                                     | 46’                                                                   |
| 14-6-2004                                                             | Guimarães                                                             | Danimarca                                                             | 0 – 0                                                                 | Italia                                                                | Euro 2004 - 1º turno                                                  | -                                                                     | 57’                                                                   |
| Totale                                                                |                                                                       | Presenze                                                              | 17                                                                    |                                                                       | Reti                                                                  | 1                                                                     |                                                                       |

### Statistiche da allenatore
Statistiche aggiornate al 22 gennaio 2018.
| Stagione        | Squadra         | Campionato      | Campionato | Campionato | Campionato | Campionato | Coppe nazionali | Coppe nazionali | Coppe nazionali | Coppe nazionali | Coppe nazionali | Coppe continentali | Coppe continentali | Coppe continentali | Coppe continentali | Coppe continentali | Altre coppe | Altre coppe | Altre coppe | Altre coppe | Altre coppe | Totale | Totale | Totale | Totale | % Vittorie | Piazzamento |
| Stagione        | Squadra         | Comp            | G          | V          | N          | P          | Comp            | G               | V               | N               | P               | Comp               | G                  | V                  | N                  | P                  | Comp        | G           | V           | N           | P           | G      | V      | N      | P      | %          | Piazzamento |
| --------------- | --------------- | --------------- | ---------- | ---------- | ---------- | ---------- | --------------- | --------------- | --------------- | --------------- | --------------- | ------------------ | ------------------ | ------------------ | ------------------ | ------------------ | ----------- | ----------- | ----------- | ----------- | ----------- | ------ | ------ | ------ | ------ | ---------- | ----------- |
| 2015-2016       | Pietrasanta     | Ecc.            | 30+2       | 14         | 12+1       | 4+1        | -               | -               | -               | -               | -               | -                  | -                  | -                  | -                  | -                  | -           | -           | -           | -           | -           | 32     | 14     | 13     | 5      | 43,75      | 2º          |
| 2017-gen. 2018  | Massese         | D               | 20         | 9          | 6          | 5          | CI+CI-D         | 1+1             | 0               | 0+1             | 1+0             | -                  | -                  | -                  | -                  | -                  | -           | -           | -           | -           | -           | 22     | 9      | 7      | 6      | 40,91      | esonerato   |
| Totale carriera | Totale carriera | Totale carriera | 52         | 23         | 19         | 10         |                 | 2               | 0               | 1               | 1               |                    | -                  | -                  | -                  | -                  |             | -           | -           | -           | -           | 54     | 23     | 20     | 11     | 42,59      |             |

## Palmarès

### Giocatore

#### Club

##### Competizioni giovanili
- Coppa Italia Primavera: 1

Fiorentina: 1995-1996

##### Competizioni nazionali
- Coppa Italia: 3

Fiorentina: 1995-1996
Inter: 2004-2005, 2005-2006
- Campionato italiano: 2

Roma: 2000-2001
Inter: 2005-2006
- Supercoppa italiana: 1

Inter: 2005
- Campionato italiano di Serie B: 1

Juventus: 2006-2007

#### Nazionale
- Campionato d'Europa Under-21: 1

Slovacchia 2000